# Mi manca da vicino
Mi manca da vicino è un singolo di Niccolò Agliardi, pubblicato originariamente nel 2005 ed in versione alternativa il 5 giugno 2011. la nuova versione del brano è estratta dall'album discografico del 2011 Non vale tutto.
Il video musicale prodotto per il brano è stato postato sul canale YouTube di Agliardi il 19 aprile 2011. Il video e prodotto e diretto da CromaZoo, è interamente realizzato dalle illustrazioni di Veronica Cerri.

## Tracce
Download digitale
1. Mi manca da vicino - 3:38